# Andras plåga
Andras plåga är en roman av Val McDermid, utgiven i Storbritannien år 2004. Engelska originalets titel är The Torment of Others. Johan Nilsson översatte romanen till svenska 2005. Romanen är den fjärde i serien om psykologen Tony Hill och kriminalinspektören Carol Jordan.

## Handling
Carol Jordan är fortfarande svårt märkt av de brutala händelser som drabbade henne i Den sista frestelsen men poliserna John Brandon och Don Merrick, hennes gamla kollegor, vill att hon återvänder till Bradfield. Jordan tar sig samman och blir chef för en grupp som ska jobba med både äldre och nyare fall av seriemord. Hon får dock kämpa hårt för att göra sin något stukade auktoritet gällande. Samtidigt har Tony Hill sagt upp sig på universitetet och tar jobb på stadens mentalsjukhus. Då de båda anländer till staden har polisen i flera månader försökt hitta några försvunna pojkar, ett fall som Jordans nya grupp tar tag i. Vid samma tid inleds en serie ytterligt brutala mord i det nedgångna området Temple Fields, mord som är rena kopior av de som utfördes av en mentalsjuk man som sedan två år sitter inspärrad. Ett försök med en lockfågel från polisens sida misslyckas och Carol Jordan och Tony Hill får därefter kämpa mot klockan för att rädda sin kollega.